# Renault Espace
Renault Espace — минивэн французской компании Renault. Espace первого, второго и третьего поколения выпускались компанией Matra, но продавались под брендом Renault. Четвертое поколение автомобиля было разработано и выпускается компанией Renault. Renault Grand Espace — версия с удлинённой задней частью.
Espace часто называют первым в мире серийным минивэном (и эти утверждения активно поддерживает сама компания). В Америке Dodge Caravan компании Chrysler был запущен в производство на несколько месяцев раньше, но он имел полукапотную компоновку, а не однообъёмную.

## Espace I
Изначально дизайн Espace был придуман в 70-х годах британским дизайнером Фергусом Поллоком, (примерно тогда же Джорджетто Джуджаро представил свой концепт минивэна Lancia Megagamma) который работал в компании Chrysler . Позднее к работе подключилась Matra, принадлежащая на тот момент компании Simca и возглавляемая греческим дизайнером Антуаном Воляни. Espace планировали выпускать в качестве замены Matra Rancho под названием Knuttebasse.
В 1978 году Chrysler UK и Simca были проданы французской компании PSA Peugeot Citroen (PSA) и разработкой Espace стала заниматься Matra. В PSA отказались от проекта, решив, что Espace очень дорогой и рискованный проект (спустя одиннадцать лет PSA всё же начал выпускать минивэны Citroen Evasion/Peugeot 806). Вскоре долю PSA в уставном капитале Matra выкупила компания Renault. Концепт Matra получил название Renault Espace.

В 1988 автомобиль был подвергнут рестайлингу. Основные изменения коснулись дизайна передней части автомобиля. Шасси и прочие механические узлы остались практически без изменений.

## Espace II
Глубоко переработанный Espace был запущен в 1991 году, приняв внешний вид характерный для моделей Renault того времени. Практически полностью был изменен облик автомобиля, так же появились новая приборная панель и другие внутренние улучшения. Шасси оставалось неизменным.

### Espace F1

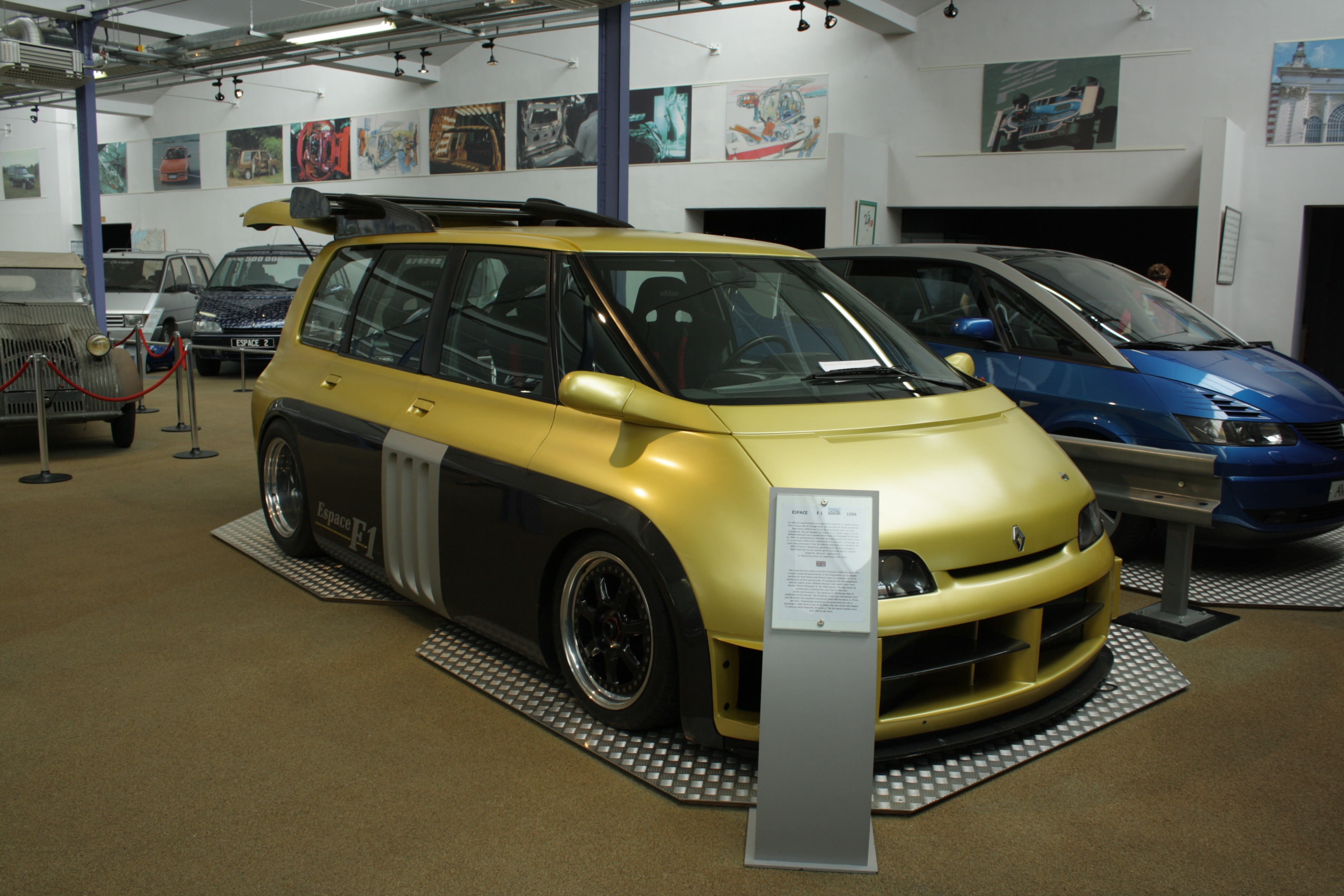
Renault Espace F1

В 1995 году Рено представила шоу кар Espace F1, разработанный Matra в честь десятилетия с момента начала производства Espace и причастности Рено к гонкам Формула 1. Автомобиль оснащался двигателем V10 от болида Williams, кузов был взят от Espace J63 и усилен легким углеродистым волокном вместо стекловолокна стандартной модели. От 0 до 200 км/ч автомобиль разгонялся за 6 секунд, а благодаря карбоновым тормозам он мог разогнаться от 0 до 270 км/ч и остановиться за 600 метров. Espace F1 присутствовал в автосимуляторе Gran Turismo 2.

## Espace III
Третье поколение Espace начали выпускать в 1997 году, а автомобиль с длинной колесной базой (Grand Espace), поступил на рынок в следующем году. Наиболее примечательной особенностью Espace III был радикально футуристический интерьер (включая цифровой спидометр и радио / CD-дисплея). Espace III был сильно унифицирован с Лагуной, особенно по ходовой части, хотя, Espace III по прежнему продолжала выпускать компания Matra. 
Машина по внешности стала напоминать Renault Scenic I, причем, дорестайлинговую версию.
Гамма силовых агрегатов Renault Espace III включает два бензиновых и два дизельных двигателя 2.2TD и 2.2 DCI. Наиболее мощной является модификация с V-образным, 6-цилиндровым мотором, объемом 3.0 л. 

### Безопасность
| Euro NCAP                                              | Euro NCAP | Euro NCAP | Euro NCAP |
| ------------------------------------------------------ | --------- | --------- | --------- |
| Рейтинги                                               | Пассажир  |           | 27        |
| Рейтинги                                               | Пешеход   |           | 10        |
| Протестированная модель: Renault Espace 2.0 RTE (1999) |           |           |           |

## Espace IV
Четвертое поколение Espace появилось в 2003 году, разработку данного проекта полностью осуществляла компания Renault. Эта модель на 90% состоит из материалов, пригодных для вторичной переработки. Так же, получили широкое применение материалы снижающие вес автомобиля, тем самым снижая расход топлива, например алюминиевые двери и капот, которые на 20 кг легче, чем стальные аналоги.
В 2002 году, целью Renault было достичь 450000 единиц Espace IV до 2009 года, что будет составлять 20% европейского рынка для MPV. 

### Phase II
В 2006 году, Espace подвергся серьезному рестайлингу (Фаза II) и добавлены новые 2.0-литровые и 3,0-литровые двигатели DCI. [ 18 ] 

### Phase III
В октябре 2010 года, так же был проведен небольшой рестайлинг, автомобиль был представлен на Парижском автосалоне (Фаза III).

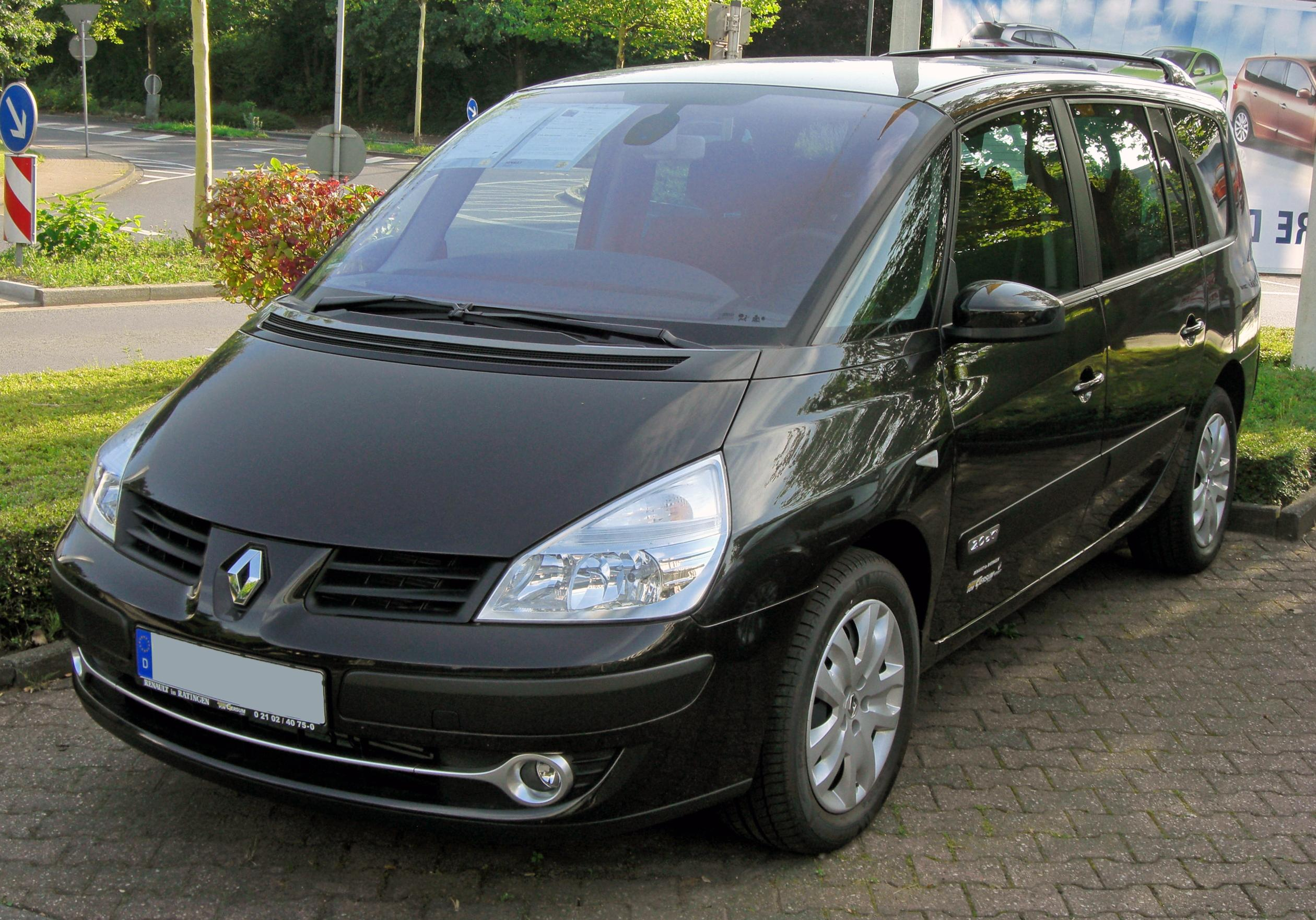
2006-2010
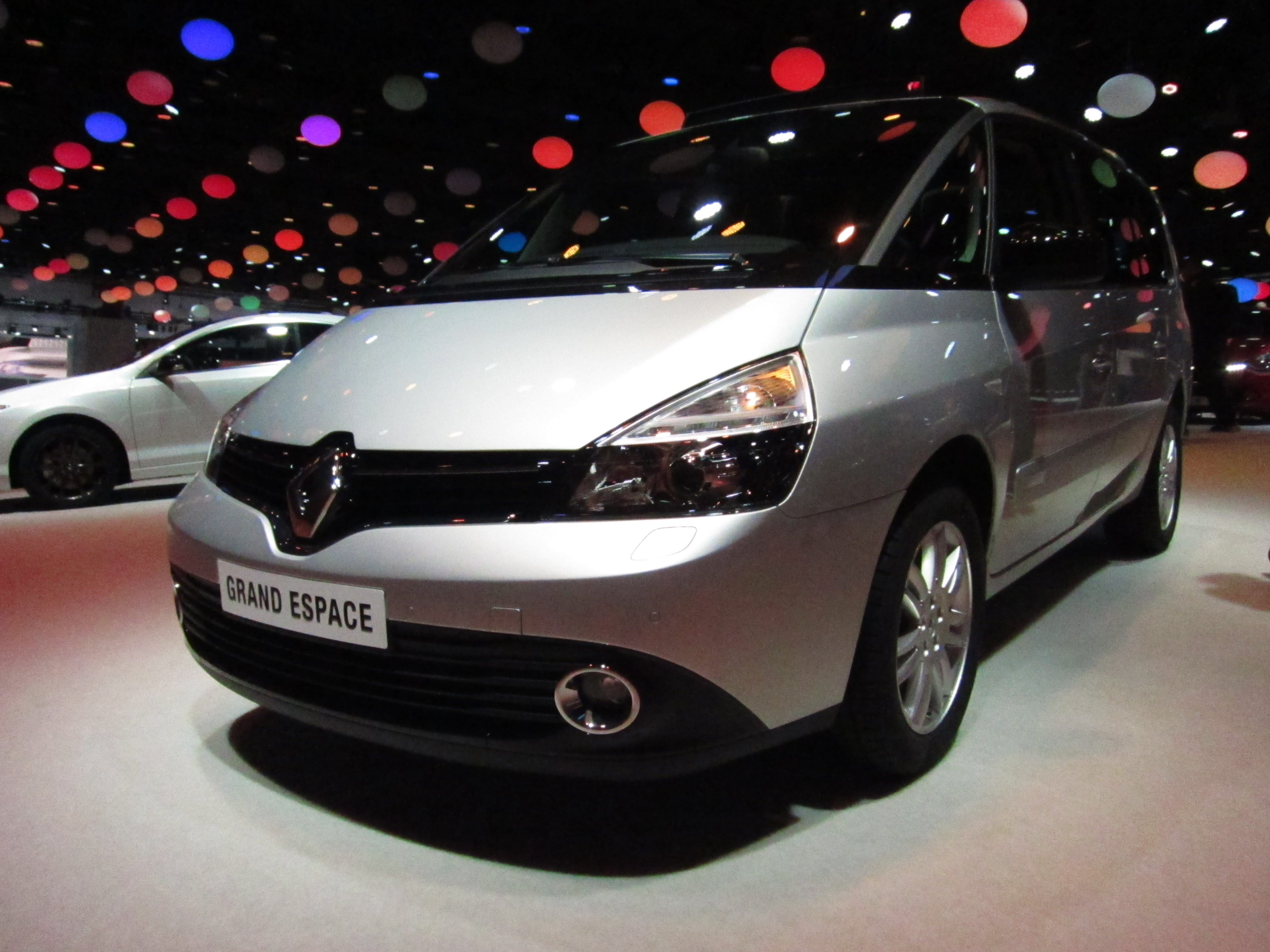
2010-2014

### Безопасность
| Euro NCAP                                                         | Euro NCAP | Euro NCAP | Euro NCAP |
| ----------------------------------------------------------------- | --------- | --------- | --------- |
| Рейтинги                                                          | Пассажир  |           | 35        |
| Рейтинги                                                          | Пешеход   |           | 10        |
| Протестированная модель: Renault Espace 2,2 dCi Expression (2003) |           |           |           |

## Espace V
Пятое поколение Espace было представлено на Парижском автосалоне в октябре 2014 года. Автомобиль является дальнейшим развитием концепт-кара Renault Ondelios. Автомобиль базируется на новой платформе, разработанной альянсом Renault-Nissan.
Renault Espace станет первой моделью марки, получившей в списке оснащения автопилот.

### Безопасность
Автомобиль прошёл тест Euro NCAP в 2015 году:
| Euro NCAP                                      | Euro NCAP | Euro NCAP | Euro NCAP             |
| ---------------------------------------------- | --------- | --------- | --------------------- |
| · общий рейтинг                                |           |           |                       |
| 82%                                            | 89%       | 70%       | 80%                   |
| взрослый пассажир                              | ребёнок   | пешеход   | активная безопасность |
| Протестированная модель: Renault Espace (2015) |           |           |                       |

## Espace VI
28 мая 2023 года презентовали шестое поколение Espace, которое на самом деле Renault Austral, но удлиненный. Он имеет удлиненную колесную базу и доступен в пяти и семиместной версиях. Его длина на 140 мм короче предыдущего поколения.

### Двигатели
- 1.2 L I3 turbo full hybrid
- 1.3 L H5Ht I4 turbo full hybrid